# André Pinchinat
André Pinchinat (né le 29 janvier 1753 à Veynes et mort le 31 mai 1837 à Barcillonnette, est un homme politique français, député à la Législative en septembre 1791.
Déjà maire de Barcillonnette, il est élu au directoire départemental en 1790. Il est ensuite élu député à la Législative, et retrouve son poste de directeur départemental en novembre 1792 après la dissolution de cette assemblée et l'abolition de la monarchie.
En l'an VIII, il est nommé conseiller général des Basses-Alpes par le ministère de l'Intérieur.

## Sources
- Notice biographique de l’Assemblée nationale, assembleenationale.fr, consultée le mars 2008
- Jean-Bernard Lacroix, notice biographique, La Révolution dans les Basses-Alpes, Annales de Haute-Provence, bulletin de la société scientifique et littéraire des Alpes-de-Haute-Provence, no 307, 1er trimestre 1989, 108e année, p. 96
- « André Pinchinat », dans Adolphe Robert et Gaston Cougny, Dictionnaire des parlementaires français, Edgar Bourloton, 1889-1891 [détail de l’édition] (en ligne assembleenationale.fr, consulté le 26 mars 2008)